# Pacific Coast Championships 1982
Il Pacific Coast Championships 1982 è stato un torneo di tennis giocato sul sintetico indoor. È stata la 93ª edizione del Pacific Coast Championships, che fa parte del Volvo Grand Prix 1982. Si è giocato a San Francisco negli Stati Uniti, dal 20 al 26 settembre 1982.

## Campioni

### Singolare
John McEnroe ha battuto in finale  Jimmy Connors con il punteggio di 6–1, 6–3

### Doppio
Fritz Buehning /  Brian Teacher hanno battuto in finale  Marty Davis /  Chris Dunk con il punteggio di 6–7(5–7), 6–2, 7–5